# Lech Działoszyński
Lech Tomasz Działoszyński (ur. 21 grudnia 1912 w Poznaniu, zm. 3 marca 2014 tamże) – polski lekarz i biochemik, profesor, oficer Wojska Polskiego, tercjarz. Ojciec Karola Działoszyńskiego.

## Życiorys
Absolwent Gimnazjum Jana Kantego w Poznaniu. Przed 1939 studiował chemię na Uniwersytecie Poznańskim. W momencie agresji hitlerowskiej na Polskę przebywał w Jugosławii na praktykach studenckich. Wrócił do kraju i brał udział w walkach o Modlin, gdzie dostał się do niewoli. Zwolniony wrócił do Poznania, ale od razu nielegalnie dostał do Francji, gdzie zaciągnął się do polskich oddziałów wojskowych. Po upadku Francji przedostał się do Wielkiej Brytanii i podjął pracę na Polskim Wydziale Lekarskim na Uniwersytecie w Edynburgu. W 1944 obronił doktorat z zakresu biochemii. W 1947 powrócił do Polski, gdzie wykładał chemię na Uniwersytecie Poznańskim. Ukończył tutaj jednocześnie Wydział Lekarski. Kierował Katedrą Fizjologii i Biochemii Zwierząt Akademii Rolniczej im. Augusta Cieszkowskiego w Poznaniu, Katedrą Fizjologii i Biochemii Uniwersytetu Mikołaja Kopernika w Toruniu i Zakładem Biochemii i Analityki Akademii Medycznej im. Karola Marcinkowskiego w Poznaniu. Pracował także na University of Toronto (dwuletnie stypendium). 
Członek Korporacji Akademickiej Masovia. Członek honorowy Korporacji Magna-Polonia. W latach 1991–1994 był pierwszym prezesem Stowarzyszenia Filistrów Poznańskich Korporacji Akademickich. Tercjarz Fraterni Świeckich Dominikanów w Poznaniu. Pochowany na cmentarzu w Przeźmierowie.